# Warren T. McCray
Warren Terry McCray  (* 4. Februar 1865 bei Brook, Newton County, Indiana; † 19. Dezember 1938 in Kentland, Indiana) war ein US-amerikanischer Politiker und zwischen 1921 und 1924 der 30. Gouverneur des Bundesstaates Indiana.

## Frühe Jahre und politischer Aufstieg
Nach der Grundschule wurde McCray im Jahr 1880 Angestellter bei der Discount and Deposit Bank in Kentland. Dort amtierte sein Vater als Präsident. Nach dessen Tod im Jahr 1913 sollte McCray selbst Präsident dieser Bank werden. Mit der Zeit wurde er neben seiner Banktätigkeit ein erfolgreicher Geschäftsmann. In dieser Eigenschaft engagierte er sich im Geschäft mit Getreidehebern. Er war aber auch Ladenbesitzer und versuchte sich als Viehzüchter.
McCray war Mitglied der Republikanischen Partei. Zwischen 1904 und 1912 war er als Kurator eines Krankenhauses für geistig Behinderte für die Finanzen des Kuratoriums zuständig. Von 1912 bis 1916 saß er im Landwirtschaftsausschuss von Indiana. Während des Ersten Weltkrieges war er Vorsitzender des Lebensmittelausschusses (Food Conservation Committee) von Indiana. Zwischen 1917 und 1918 war er Kurator der Purdue University. Bereits im Jahr 1916 hat er sich um die Nominierung seiner Partei für das Amt des Gouverneurs beworben. Damals unterlag er aber James P. Goodrich. Im Jahr 1920 wurde er dann doch als Kandidat seiner Partei gegen den Demokraten Carleton B. McCulloch zum neuen Gouverneur von Indiana gewählt.

## Gouverneur von Indiana
McCrays Amtszeit als Gouverneur begann am 10. Januar 1921. In seiner Regierungszeit entstanden 87 öffentliche Gebäude. Ein neues Gesetz regelte das Haushaltswesen sowohl auf Staats- als auch auf kommunaler Ebene. Auch eine Mineralölsteuer wurde eingeführt, mit der der Ausbau des Straßennetzes angesichts des zunehmenden Verkehrs finanziert wurde. McCray förderte auch das Schulwesen, besonders im ländlichen Raum. In Pendleton entstand eine neue Strafanstalt. Allerdings erlitt sein Ansehen bald nach seinem Regierungsantritt Schaden, als er durch persönliche Fehlspekulationen in finanzielle Schwierigkeiten geriet. Um diese auszugleichen, ließ er sich zu Straftaten und Betrügereien hinreißen. Unter anderem soll ihn auch sein Staatssekretär, der spätere Gouverneur Edward L. Jackson, bestochen haben. Nachdem diese Straftaten bekannt wurden und gegen ihn ermittelt wurde, trat er am 30. April 1924 von seinem Amt zurück. Da diese Ereignisse fast gleichzeitig mit ähnlichen Ereignissen in anderen Bundesstaaten wie beispielsweise Illinois unter Gouverneur Len Small und sogar im Bund auftraten (siehe der Teapot-Dome-Skandal unter Präsident Warren G. Harding), verlor die Politik ganz allgemein an Glaubwürdigkeit.

## Weiterer Lebenslauf
McCray wurde wegen seiner Vergehen verurteilt und verbrachte drei Jahre in einem Bundesgefängnis, ehe er auf seine Farm in Kentland zurückkehren konnte, wo er sich landwirtschaftlichen Angelegenheiten widmete und an der Verbesserung seines Rufes arbeitete. Im Jahr 1930 wurde er von Präsident Herbert Hoover vollkommen begnadigt. Warren McCray starb im Dezember 1938 in Kentland. Er war mit Ella Ade verheiratet, mit der er drei Kinder hatte.